# Tepoztlán
Tepoztlán ist eine Stadt im mexikanischen Staat Morelos im Herzen des Tepoztlán-Tales, rund 75 Kilometer südlich von Mexiko-Stadt gelegen. Der Ort zählt seit 2002 zu den Pueblos Mágicos und ist Verwaltungssitz des gleichnamigen Municipio Tepoztlán.

## Geschichte
Der Name Tepoztlán kommt aus dem Nahuatl und leitet sich von den Worten Tepoztécatl (= aztekische Gottheit) und tlan (nahe) ab, bedeutet also ‚nahe bei Tepoztécatl‘. Er steht auch im Zusammenhang mit einer präkolumbischen Pyramide, El Tepozteco. Diese wurde zwischen 1150 und 1350 erbaut und liegt auf 2.000 m Höhe oberhalb von Tepoztlán. Diese Pyramide ist das Symbol für die nie vollendete Unterwerfung der Mexica-Stämme durch die spanischen Eroberer, die im Jahre 1522 in Tepoztlán ankamen.

## Geographie
Das Zentrum Tepoztláns liegt von Bergen eingeschlossen auf einer Höhe von 1.400 Metern und hat eine Jahresdurchschnittstemperatur von 18 °C. In diesem subtropischen Klima gedeihen über das ganze Jahr vielerlei exotische Früchte. Die Regenzeit dauert von Juni bis Oktober.

## Sehenswürdigkeiten
Tepoztlán ist umgeben vom 240 Quadratkilometer großen Nationalpark El Tepozteco, der über eine Artenvielfalt verfügt, die in seiner Lage von 1.500 bis 2.900 Metern über dem Meeresspiegel begründet ist. Neben den subtropischen Ebenen gibt es auch zerklüftete Täler und unzugängliche Felshöhen.

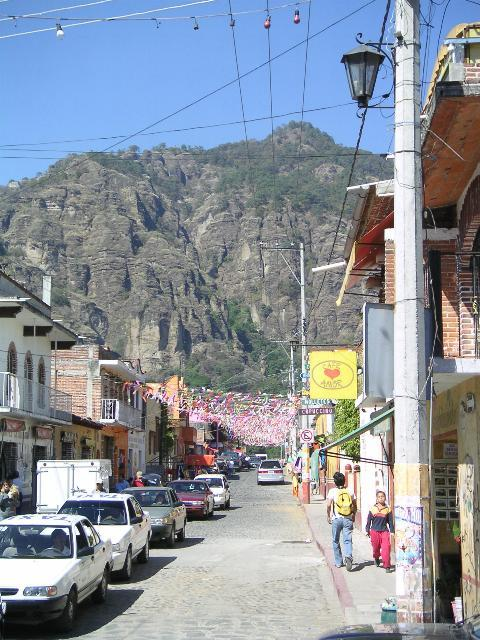
Tepoztlán

### Der Tepozteco
Die archäologisch interessante Zone mit dem Tepozteco, einer zwischen 1150 und 1350 erbauten, auf 2.000 Metern Höhe liegenden Pyramide, wird von aus ganz Mexiko herreisenden Pilgern besucht. Dazu müssen sie einen mühevollen und gefährlichen Aufstieg über 430 Meter Höhenunterschied überwinden. Die Pyramide ist das Symbol für die nie vollendete Unterwerfung der Mexica-Stämme durch die spanischen Eroberer. Ausgeprägt ist diese auf vorspanischer Zivilisation beruhende Eigenart besonders im sozialen Leben: Fremde werden zwar als Besucher willkommem geheißen, werden aber nicht in überlieferte Gebräuche eingeweiht oder als gleichberechtigte Nachbarn akzeptiert. Ein sozialistisch erscheinendes Modell der gemeinsamen Bodenbestellung und des gemeinsamen Grundbesitzes, dessen Regulierung auf monatlicher Versammlung Aller beruht, gab das Modell für die mexikanische Revolution ab: das Land dem, der es bearbeitet, das System der ejidos. Des Weiteren war Tepoztlán die Winterresidenz der mexikanisch-aztekischen Herrscher.

### Das Museum
Eine weitere Sehenswürdigkeiten ist das Museo y Centro de Documentación Histórica de Tepoztlán, das in einem einstigen Kloster, dem Convento de Natividad untergebracht ist. Es zeigt Funde der archäologische Ausgrabungen in der Stadt und ihrem Umland und stellt die Geschichte und die Kultur von Tepoztlán dar, darunter die Traditionen der örtlichen Tänze und des örtlichen Karnevals samt der reichen, dabei getragenen Gewänder und Masken.

### Der Markt
Auf dem Markt vor und neben der Kathedrale werden außer regionalen Speisen und Getränken auch Heilpflanzen und Heilfrüchte angeboten, für die Tepoztlán bekannt ist und die zum größten Teil von indianischen Naturheilern (Curanderos) direkt vor Ort angewandt werden.